# 阿賓頓學校
阿賓頓學校（Abingdon School）是英國一間可走讀可寄宿的男子獨立學校，位於英格蘭牛津郡阿賓頓。前址伯克郡，前名罗伊斯學校（Roysse's School）。1998年，阿賓頓與西面4公里處的預備學校约斯卡（Josca's）合併。2007年9月，約斯卡更名為阿賓頓預備學校，兩所學校都成為阿賓頓基金會的一部份。與附近的阿賓頓的聖海倫及聖凱瑟琳學校（School of St Helen and St Katharine）有很大聯繫。阿賓頓學校在聯合王國最古老學校列表中，排名第二十，在2006年慶祝它的第750周年校慶。在2009年到2010年，它每學期學費為：9,505英鎊（全寄宿），8,195英鎊（每週寄宿），4,365英鎊（走讀）。
好學校指南（Good Schools Guide）稱他為“一間令人印象深刻的，將列明的事做好的學校”也指出“因它的位置與日益增多的、閃閃發光的成就，使它在公眾間的口碑不斷提高。”泰晤士報則稱它為“一間精英男子寄宿學校。”

## 歷史
阿賓頓的創辦時間不確定。有人認為學校在12世紀前由阿賓頓的本篤會會士創辦，因為有一份1100年的法律文件顯示，首任校長為教育家理查德。在早年，學校使用建於1184年的聖尼古拉堂（St Nicholas' Church）的一間房。
學校現時將1256年作為創校年份，因為阿賓頓修道院有記載到住持John de Blosneville對13個貧窮學生的援助。在以前，學校認為它是由約翰·羅伊斯在1563年創辦的。這造成了學校于1963年舉行第400周年校慶（瑪嘉烈公主亦作為貴賓參與校慶），于2006年則舉行第750周年校慶的奇怪現象。2006年則集中在1256年廣泛地募集捐款。
1256年，de Blosneville捐款，學校改為于Stert街的幾間房與Stert街3號的一棟樓中上堂。1563年，約翰·羅伊斯捐款，學校移到修道院大門南面。因罗伊斯在倫敦市是一個prosperous mercer ，學校得到了Worshipful Company of Mercers的很多恩惠。罗伊斯學校一名一直使用到1960年代。至今日，仍有許多老阿賓頓居民如此稱呼這間學校。
1583年，阿宾顿修道院解散，学校经历了一段艰难时期：但旧生的捐款代替了修道院的捐款。1563年的学生托马斯·提斯代尔，
向6个贫穷学生捐款，并请求支持13个阿宾顿学生在牛津学习。这些捐款最终使得Pembroke学院在1624年由Broadgates Hall基金会创办。
六个受捐款的贫穷学生，被称为Bennett Boys，也被通俗地，因为他们的衣着而被称为Gown Boys。他们受到另一个旧生，威廉 贝内特捐款。1609年到1870年间学校一直维持这一个双重管理：校长由市长与公司任命，提斯代尔Usher与贝内特奖学金获得者由校长与阿宾顿基督医院院长选出。尽管学校在英国内战中因亲保皇党与圣公宗而受到议会派惩罚，学校仍在罗伯特Jennings（1657 - 1683）的带领下复兴。1671年，10个学生因拒绝参加圣公宗服务而被开除。

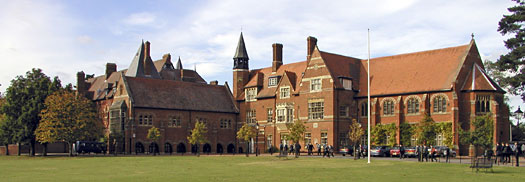
阿宾顿学校

学校在19世纪初在“Flogging Tom”Thomas Woods(1716 - 1753)的领导下渡过一段鼎盛时期。地方贵族将儿子送往学校接受教育，许多毕业生在许多领域得到成功。在1743年，老阿宾顿人协会成立，在全英，是其中一个最古老的同类机构。
世纪转变之时，在“未完成”校长John Lempriere博士的领导下，学校迎来了低谷。牛津Pembroke学院因1854年大学改革法案而断绝了与学校的联系。
学校现时在维多利亚quarter在阿尔伯特公园旁边的校舍，是由Edwin Dolby设计的。校舍曾在1870进行扩建。

## 知名阿賓頓校友
湯姆約克(Radiohead)主唱

## 註腳
1. ↑   (PDF).   [2011-09-29]. （原始内容存档 (PDF)于2016-03-05）.
2. ↑  . Good Schools Guide. Unknown  [2011-09-29]. （原始内容存档于2016-08-04） （英语）.
3. ↑  . The Times. 2009-11-25  [2011-09-29]. （原始内容存档于2019-07-13） （英语）.
4. ↑  . Royal Berkshire History. Unknown  [2011-09-30]. （原始内容存档于2019-12-23） （英语）.
5. ↑  . Abingdon School. Unknown  [2011-09-30]. （原始内容存档于2019-04-25） （英语）.
6. ↑  . Abingdon School. Unknown  [2011-09-30]. （原始内容存档于2011-09-30） （英语）.
7. ↑  . Royal Berkshire History. Unknown  [2011-09-30]. （原始内容存档于2017-07-21） （英语）.